# كأس أرمينيا 2010
كأس أرمينيا 2010 (بالأرمنية: Հայաստանի ֆուտբոլի գավաթ 2010)‏ هو الموسم 19 من كأس أرمينيا. أشرف على تنظيمه اتحاد أرمينيا لكرة القدم، وكان عدد الأندية المشاركة فيه 8، وفاز فيه بيونيك يريفان.